# عبارة جوية

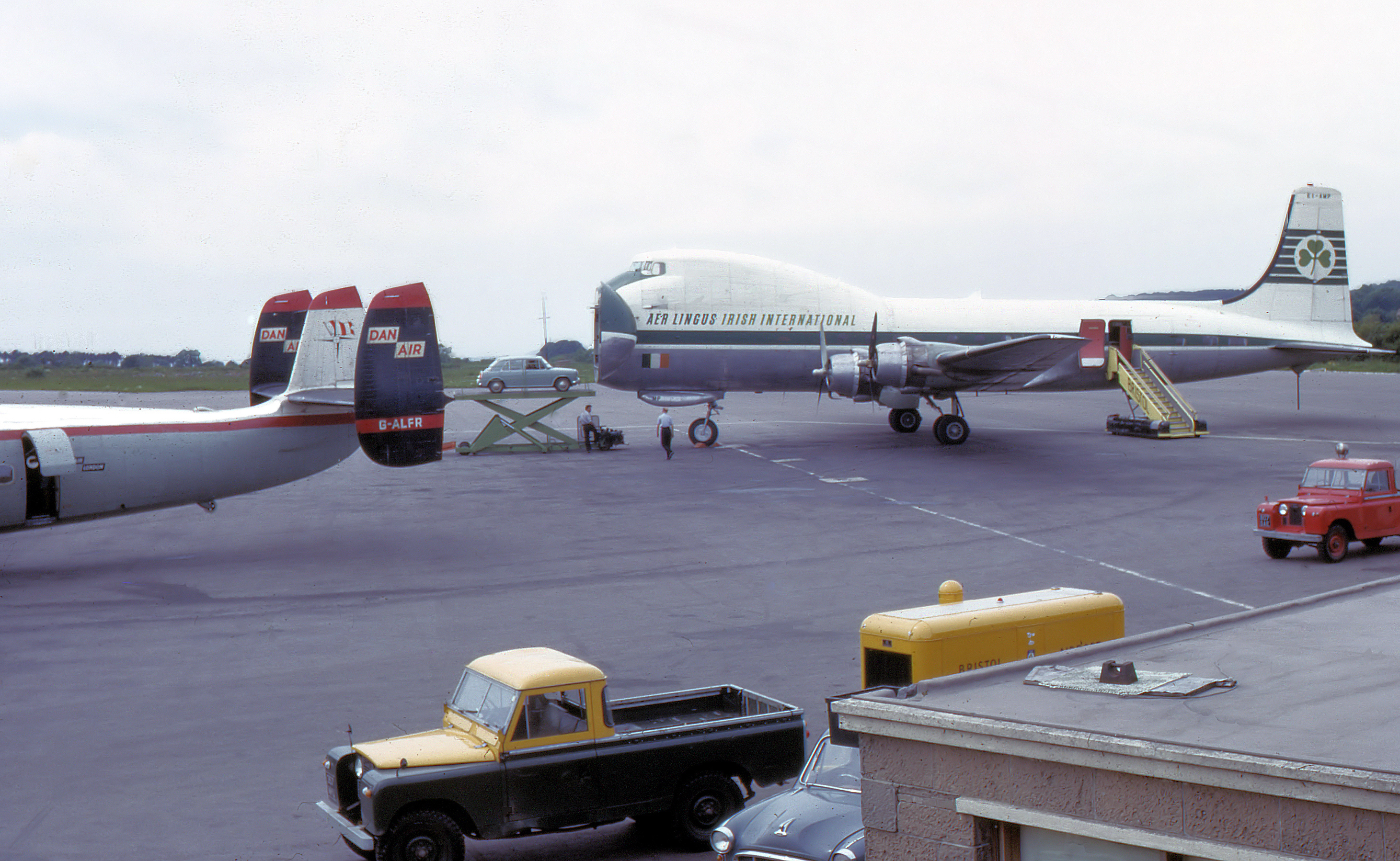

العبارة الجوية هي خدمة عبّارات تُنقل بها السيارات والركاب بالطائرة. بلغ استخدام العبّارات الجوية ذروته في الخمسينيات من القرن الماضي لكن ظهور وسائل نقل بديلة أكثر اقتصادا في الستينيات أدى إلى زوال هذه الخدمات. يُنقل جزء كبير من السيارات عبر نفق القناة.